# Tour de Flandes 2002
El Tour de Flandes 2002, la 86.ª edición de esta clásica ciclista belga. Se disputó el 7 de abril de 2002. 
A cuatro kilómetros del final, el italiano Andrea Tafi se escapó de un grupo que también contenía Johan Museeuw, Peter Van Petegem, George Hincapie y Daniele Nardello y consiguió conservar la ventaja hasta la meta.

## Clasificación General
| Posición | Ciclista           | Equipo                       | Tiempo    |
| -------- | ------------------ | ---------------------------- | --------- |
| 1        | Andrea Tafi        | Mapei-Quick Step             | 6h 53'00" |
| 2        | Johan Museeuw      | Domo-Farm Frites             | + 21"     |
| 3        | Peter Van Petegem  | Lotto-Adecco                 | m. t.     |
| 4        | George Hincapie    | US Postal                    | m. t.     |
| 5        | Daniele Nardello   | Mapei-Quick Step             | m. t.     |
| 6        | Rolf Sørensen      | Landbouwkrediet-Colnago      | + 1'12"   |
| 7        | Enrico Cassani     | Domo-Farm Frites             | m. t.     |
| 8        | Gabriele Missaglia | Lampre-Daikin                | + 1'14"   |
| 9        | Mario Cipollini    | Acqua & Sapone-Cantina Tollo | + 2'37"   |
| 10       | Erik Zabel         | Team Telekom                 | m. t.     |